# Мици Каспар
Мици Каспар (на немски: Mizzi Kaspar), псевдоним на Мария Марчела Каспар (Maria Marcella Kaspar; * 28 септември 1864, Грац, Австрийска империя; † 29 януари 1907, Виена, Австро-Унгария), e дългогодишна и най-известната от многото метреси на престолонаследника на Австро-Унгария Рудолф фон Хабсбург.

## Биография
Мици Каспар е актриса, а също и „субретка“, както наричат елитните проститутки в Австро-Унгария по онова време. 
Въпреки другите си връзки Рудолф има много близки отношения с нея до смъртта си през януари 1889 г. През 1887 г. той ѝ купува триетажна къща във Виена (на Heumühlgasse 10) за 60 хил. гулдена. Освен това ѝ дава общо 130 хил. гулдена в брой и бижута. Рудолф, който е загубил интерес към живота и планира да се самоубие, предлага на Мици да се самоубие с него, но тя уведомява полицията за плановете му; думите ѝ са игнорирани.
Престолонаследникът прекарва последната си нощ преди самоубийството си с баронеса Мария фон Ветсера при Мици Каспар. В завещанието си той оставя на Мици 30 хил. гулдена. 
На 1 ноември 1889 г. тя получава виенско гражданство. През 1891 г. продава къщата от Рудолф и се премества в къща на Paniglgasse 19 в същия квартал, малко по-близо до центъра на града. 
42-годишната жена умира от сифилис, с който може да се е заразила от Рудолф. Погребана е в Мьодлинг, където също е живяла известно време. Днес гробът ѝ вече не съществува.
Тя никога не дава интервюта и живее в пълно уединение, без да оставя дневници, писма или мемоари.

## Мици Каспар в културата
- Mayerling (1968), англо-френски игрален филм на реж. Терънс Йънг, в ролята: Фабиен Дали